# Herb Kietrza
Herb Kietrza – jeden z symboli miasta Kietrz i gminy Kietrz w postaci herbu, ustanowiony 5 grudnia 2002 roku.

## Wygląd i symbolika
Herb przedstawia w polu błękitnym tarczy wspiętego lwa barwy złotej z czerwonym językiem, zwróconego w prawo, znajdującego się za czerwonym murem z pięcioma blankami.